# Sven-Olov Sjödelius
Sven-Olov Sjödelius (n. 13 iunie 1933, Nyköping, Södermanlands län, Suedia – d. 29 martie 2018, Nyköping, Södermanlands län, Suedia) a fost un caiacist ce a reprezentat Suedia, medaliat olimpic. A participat la 2 ediții ale Jocurilor Olimpice (1960, 1964) în care a câștigat două medalii de aur.